# فوسفات ثنائي البوتاسيوم
فوسفات ثنائي البوتاسيوم (K2HPO4) (يُعرف أيضًا بأسماء: أرثوفوسفات الهيدروجين ثنائي البوتاسيوم، أو فوسفات البوتاسيوم ثنائي القاعدة) هو ملح شديد الذوبان في الماء عادة ما يُستخدم في الأسمدة، والإضافات الغذائية، وعوامل الحفاظ على مستوى الحموضة. يُعد المركب مصدرًا شائعًا للفسفور والبوتاسيوم.
يتكون محلول فوسفات ثنائي البوتاسيوم بتفاعل قائم على اتحاد كمية من حمض الفوسفوريك مع ضعف هذه الكمية من هيدروكسيد البوتاسيوم:
H3PO4 + 2 KOH → K2HPO4 + 2 H2O